# Louis-Armand de Bourbon-Conti (1695-1727)
Ne doit pas être confondu avec Louis-Armand de Bourbon-Conti (1661-1685).
Titre
Prince de Conti
9 février 1709 – 4 mai 1727
(18 ans, 2 mois et 25 jours)
Louis-Armand de Bourbon-Conti, né au château de Versailles le 10 novembre 1695 et mort à l'hôtel de Conti le 4 mai 1727 est un prince du sang et cinquième prince de Conti. Il fut également comte de La Marche, d'Alais, de Beaumont-sur-Oise, de Pézenas, duc de Mercœur, seigneur de L'Isle-Adam et prince d'Orange. Il fut l'époux de Louise-Élisabeth de Bourbon-Condé, la petite-fille du roi Louis XIV. Le prince était surnommé « le Singe vert » en raison de sa singulière laideur.

## Biographie

### Enfance
Louis-Armand de Bourbon-Conti est né au château de Versailles le 10 novembre 1695. Unique fils survivant de François-Louis de Bourbon-Conti, dit le « Grand Conti », et de son épouse, Marie-Thérèse de Bourbon-Condé, il sera ainsi baptisé le 30 juin 1704 dans la chapelle royale du château de Versailles, avec pour parrain le roi Louis XIV et pour marraine Marie de Modène, épouse du roi Jacques II d'Angleterre.  
Surnommé à la cour « le Singe vert » à cause de sa laideur (il est bossu et affligé de tics), il est considéré comme étant bizarre, lâche et vicieux. Dans la mesure où il est prince du sang, il est néanmoins traité avec libéralité par Louis XIV et plus tard par le Régent. Il est fait chevalier de l'ordre du Saint-Esprit le 1er janvier 1711, et prend séance avec les pairs de France au Parlement de Paris le 8 janvier 1711. Il n'avait que treize ans lorsqu'en 1709, il a succédé à son père, en qualité de prince de Conti. 

### Mariage
En 1713, il épouse avec dispense sa cousine germaine, Louise-Élisabeth de Bourbon-Condé, fille de Louis III de Bourbon-Condé.  
Au mois d'août 1716, dans une maison-close, il attrape la vérole, qu'il transmet à sa femme. Pour se venger, il retrouve la « coupable » qui n'avait pas vingt ans; alors accompagné d'un garçon-boucher, il fait insuffler de l'air à l'aide d'un soufflet dans l'anus de la jeune prostituée, qui en meurt. Un prince du sang ne pouvant être inquiété par la justice, ce furent les deux gérants du bordel, les époux Berlier de Montrival, entremetteurs du monde, qui furent bannis de Paris, après avoir été fustigés puis traînés torse-nu au cul d'un chariot, de la Conciergerie à leur hôtel de la rue du Faubourg-Saint-Martin,,. Quant au prince, sa mère et son épouse s'enfermèrent courageusement avec lui et il guérit.  
Bien qu'il trompât sa femme sans scrupules, le prince de Conti était d'une jalousie maladive et violente. Son épouse la princesse, de son côté, n'ayant pas tardé à prendre pour amant le marquis de La Fare, un cavalier de très belle allure (futur maréchal de France), ne fit rien pour dissimuler cette liaison nouvelle. Le prince, rendu fou de jalousie, se mit à battre sa femme et l'on dut appeler un chirurgien à deux reprises. La princesse n'en perdit pas pour autant sa fierté et lui aurait ainsi dit : « souvenez-vous que je peux faire des princes du sang sans vous mais que vous ne pouvez pas en faire sans moi ! ». Elle finit par s'enfuir pour aller se réfugier chez sa mère, puis dans un couvent. Il en appella au Parlement pour tenter de récupérer son épouse, qui finit par rentrer au domicile conjugal en 1725. Il aura tout de même cinq enfants avec elle, mais dont seulement deux survivront : 
1. Louis de Bourbon-Conti (1715-1717), comte de La Marche ;
2. Louis-François de Bourbon-Conti, comte de La Marche puis prince de Conti ;
3. Louis-Armand de Bourbon-Conti (1720-1722), duc de Mercœur ;
4. Charles de Bourbon-Conti (1722-1730), comte d'Alais ;
5. Louise-Henriette de Bourbon-Conti, qui épousa Louis-Philippe d'Orléans.

### Carrière militaire
Durant la guerre de Succession d'Espagne, le prince sert dans l'armée du Rhin, que le maréchal de Villars commande, mais sans montrer les mêmes qualités que son père. Il participera au siège de Landeau et est nommé maréchal de camp le 12 juillet 1713.  
Le 12 septembre 1715, il assiste à la séance du Parlement de Paris convoquée pour casser le testament de Louis XIV. Il deviendra membre du Conseil de régence et du Conseil de guerre le 3 avril 1717. Il ne siégera que très peu de temps dans ces conseils puisque le Régent met fin à la polysynodie en septembre 1718. Pendant cette période, le Conseil de guerre devient, selon Saint-Simon, « une pétaudière » où se multiplient les querelles de préséance pendant que l'activité décline considérablement, que ce soit en termes de fréquence des réunions ou de volume des affaires traitées.  
Le 24 avril 1717, Louis-Armand reçoit le gouvernement du Poitou, aux appointements de quarante-cinq mille livres. Puis, lorsque la France déclare la guerre à l'Espagne, il est nommé lieutenant général (janvier 1719) puis commandant de la cavalerie. Cette nomination fut assez largement contestée. Il ne cessa de se quereller avec le maréchal de Berwick et il suscitait le scandale des troupes car il exigeait d'être entouré de sa garde quand il était dans la tranchée. Il ne tarde pad à être relevé de son commandement. Le prince jouissait de beaucoup de ces fonctions grâce à son rang seul. 

### Spéculation et décès

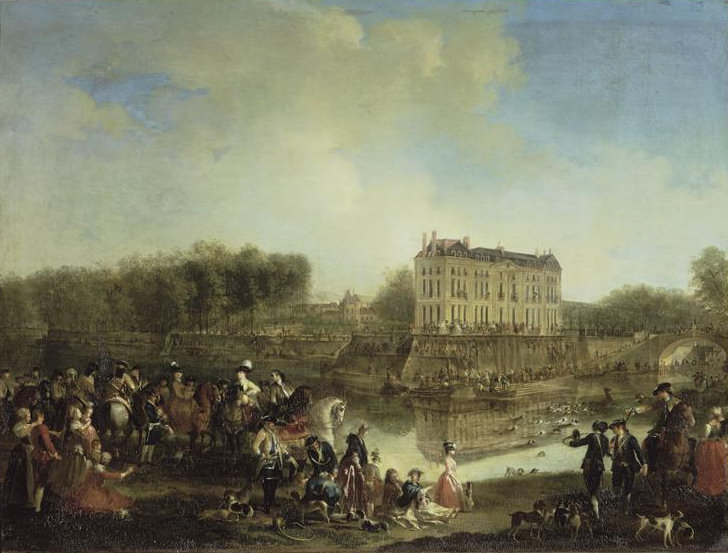
Le cerf pris dans l'eau devant le château de l'Isle-Adam par Michel-Barthélemy Ollivier, XVIIIe siècle.

Rentré en France, il gagne des sommes considérables grâce au système de Law, en achetant du papier-monnaie émis par la Banque générale créée par Law, puis en convertissant ces billets en pièces d'or et d'argent à un cours très élevé. Prétextant un différend avec John Law, il retire de la banque trois fourgons chargés d'or, ce qui provoque alors la panique financière et un krach - les autres épargnants prenant peur et demandant ainsi à leur tour à convertir leur papier-monnaie en pièces de métal fin. Réprimandé par le Régent, il n'en garda pas moins l'argent.  
Son épouse ayant fini par revenir au domicile en 1725, le prince commença à la retenir au château de L'Isle-Adam. À force de séduction et de persuasion, elle finit par convaincre le prince, qui était alors atteint par une fluxion à la poitrine, de rentrer à Paris. Mais la maladie s'aggravait et le prince de Conti succomba en 1727 à l'âge de trente et un ans, non sans avoir supplié sa femme de lui pardonner ses torts. Il est mort à Paris, à l'hôtel de Conti (rive gauche de la Seine). 